# Brienz

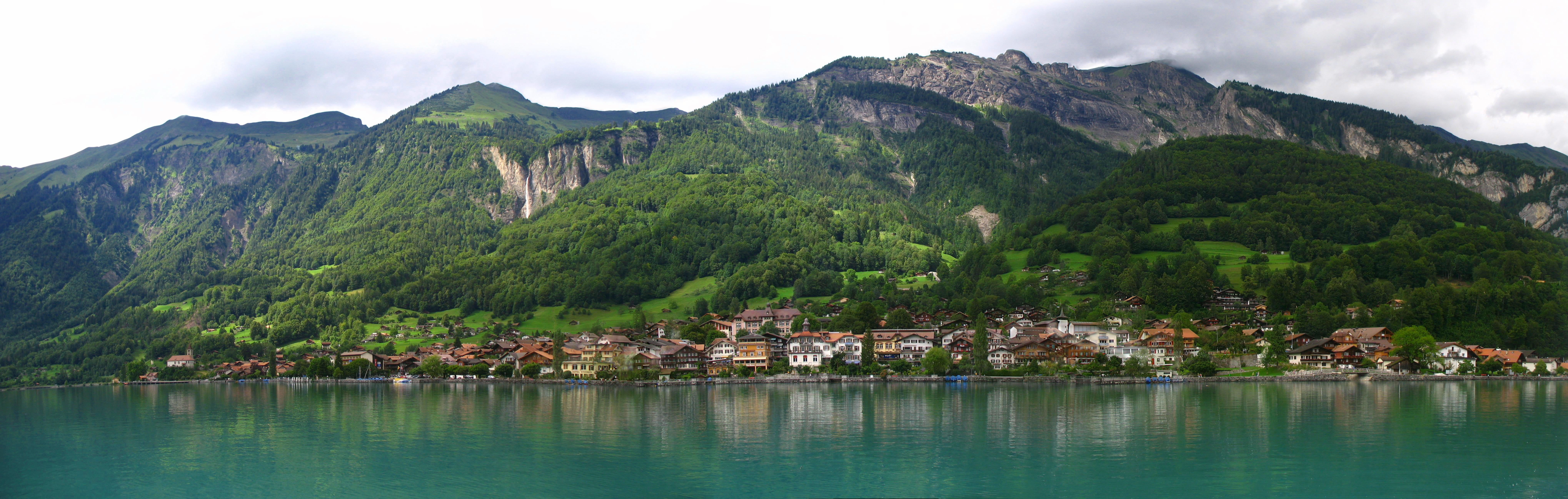
Widok na gminę od strony jeziora

Brienz (gsw. Briens) – gmina (niem. Einwohnergemeinde) w Szwajcarii, w kantonie Berno, w regionie administracyjnym Oberland, w okręgu Interlaken-Oberhasli. Leży nad jeziorem Brienzersee.
W Brienz jest dobrze rozwinięta turystyka, a także rzeźbiarstwo w drewnie. W miejscowości znaleziono dowody na obecność Alamanów w VII wieku n.e.

## Demografia
W Brienz mieszka 3 158 osób. W 2020 roku 12,5% populacji gminy stanowiły osoby urodzone poza Szwajcarią.

## Atrakcje turystyczne
- odcinek kolei zębatej
- Skansen Ballenberg w skład którego wchodzą liczne oryginalne budynki z początku XX wieku
- najstarsza w Europie kolej linowo-terenowa

## Współpraca
Miejscowości partnerskie::
- Brienz/Brinzauls, Gryzonia
- Shimada, Japonia
- Trjawna, Bułgaria

## Transport
Przez teren gminy przebiega autostrada A8 oraz drogi główne nr 6 i nr 11.